# Nova Skvareava, Jovkva
Nova Skvareava (în ucraineană Нова Скварява) este localitatea de reședință a comunei Nova Skvareava din raionul Jovkva, regiunea Liov, Ucraina.

## Demografie
Componența lingvistică a localității Nova Skvareava
     Ucraineană (99,91%)
     Alte limbi (0,09%)
Conform recensământului din 2001, majoritatea populației localității Nova Skvareava era vorbitoare de ucraineană (99,91%), existând în minoritate și vorbitori de alte limbi.